# Pont au Double
Der Pont au Double in Paris ist eine Brücke über die Seine in Höhe der Kathedrale Notre Dame.

## Namensursprung
Der Name kommt daher, dass man für die Querung der ersten Brücke an dieser Stelle zwei Denarius (französisch double denier) Maut zahlen musste.

## Lage
Die Brücke verbindet das 4. Arrondissement vor der Kathedrale Notre-Dame von Paris auf der Île de la Cité mit dem 5. am Quai de Montebello. Sie quert den kleinen Arm der Seine zwischen dem flussaufwärts an der Ostspitze der Île de la Cité gelegenen Pont de l’Archevêché und der flussabwärtigen Petit Pont.
In der Nähe liegen die Metrostationen Cité, Cluny – La Sorbonne, Maubert – Mutualité und Saint-Michel.

## Geschichte

### Erste Brücke
1515 wurde Franz I. gebeten, eine Brücke über den Nebenarm der Seine zu bauen, um Patienten in der Nähe des Hôtel-Dieu unterbringen zu können.
Am 5. August 1626 bekam das Hôtel-Dieu die Erlaubnis, auf seine Kosten eine Brücke oberhalb der Petit Pont über den kleinen Arm der Seine zu bauen. Die Entwürfe wurden von den Unternehmern Christophe Gamard und Louis Noblet angefertigt. Gamard übernahm die Aufgabe, das Bauwerk zu errichten, während Noblet für die Ausführung der Drei-Bogen-Brücke (11,78 m, 15,70 m, 11,78 m) verantwortlich ist. Die Bauzeit dauerte von September 1626 bis September 1632. Sie wurde jedoch schon am 11. August 1632 abgenommen. Das Bauwerk, das die Verbindung beiderseits der Seine zu den Gebäuden des Hôtel Dieu herstellte wurde 1634 erstellt. Ein Erlass des Conseil d’État vom 24. April 1634 setzte die Maut von einem double denier pro Fußgänger fest.
Diese Maut hat der Brücke dann den Namen gegeben: «Pont au Double». Diese Maut, die bis 1789 andauernden und großen Unmut verursacht hat, wird zur Diskussionsgrundlage über eine Verordnung, wer davon ausgenommen werden soll. Auch die Säle des Krankenhauses, die über der Seine lagen waren Anlass für eine gewaltige Verschmutzung des Wassers. 1651 hat die Konstruktion des Flügels Saint-Charles beim Hôtel Dieu die Brückenbauten abgelöst. Die Brücke Saint-Charles wurde zwischen die Petit-Pont und die Pont au Double gebaut, um die neuen Säle mit den alten zu verbinden.

### Zweite Brücke

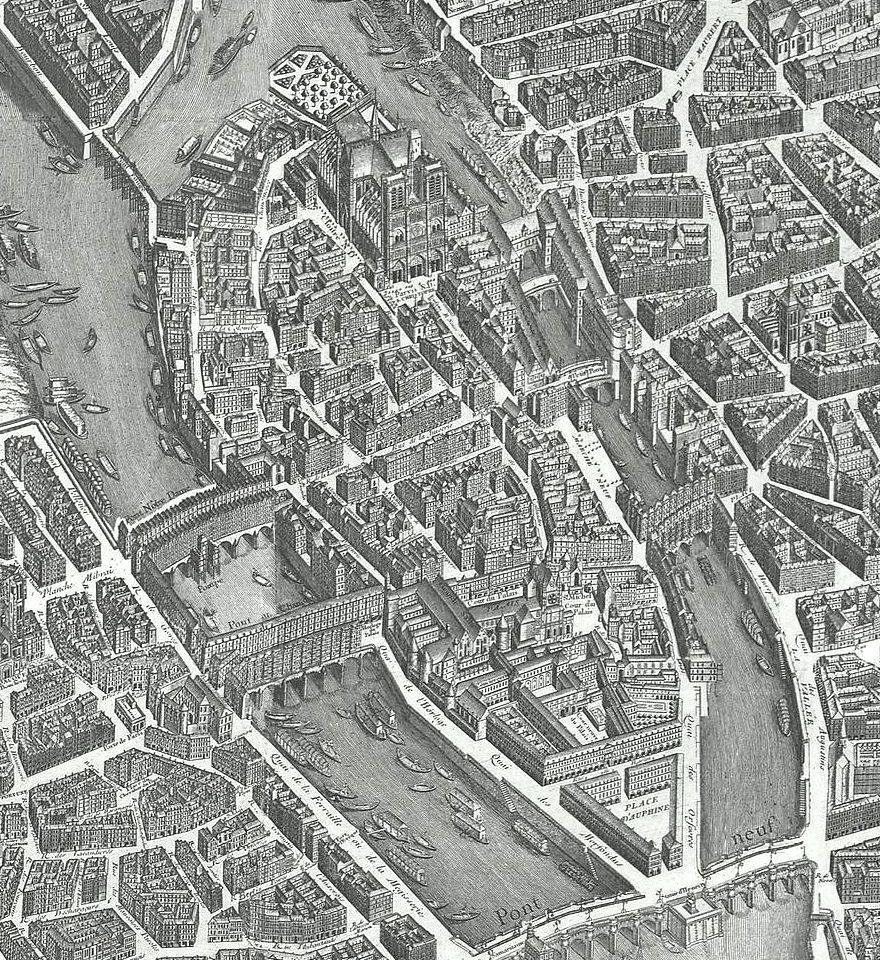
Île de la Cité und die Brücken auf dem Plan de Turgot (1739)
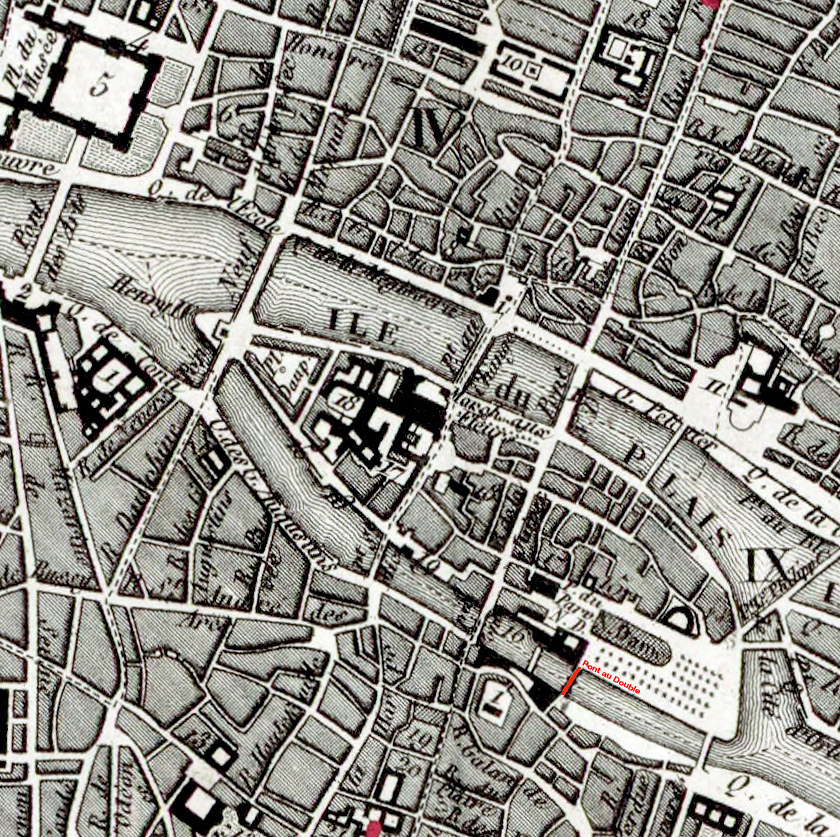
Auszug aus dem Pariser Stadtplan von Donnet (Kaufmann) 1837

Die Brücke stürzte am 31. Dezember 1709 ein und wurde sofort wieder aufgebaut, wobei Säle auf ihr errichtet wurden. Diese wurden dann wieder zwischen dem 27. Oktober 1824 und dem 7. Juni 1825 abgebaut.
Während einer Phase des Umbaus der Hôtel Dieu 1836 verschwand die Pont Saint-Charles und wurde durch einen bedeckten Steg aus Holz ersetzt.

### Dritte Brücke
Die geringe Jochweite der Brücke hat zu ihrem Abbau im Jahr 1847 geführt. Sie wurde von den Unternehmern Gabriel und Garnier als Mauerwerk in einem Bogen von 31 m wieder errichtet. Das Bogengerüst wurde Anfang 1848 weggenommen. Die Brücke wurde zu einem öffentlichen Weg.
Das Hôtel-Dieu wurde an seinem gegenwärtigen Standort im Norden von Notre-Dame 1865 rekonstruiert. Die Rue d’Arcole wurde dann entlang einer neuen Achse wieder aufgebaut, die sich an der Pont d’Arcole und der Fassade der Kathedrale ausrichtet. Die letzten erhaltenen Gebäude, darunter der Flügel Saint-Charles und die Fußgängerbrücke Saint-Charles, wurden 1878 abgebaut. Die Erweiterung der Rue Monge verursacht die Untersuchung einer neuen Brücke, die leicht von ihrem ursprünglichen Standort versetzt ist, um sie in Einklang mit der Achse der Rue d’Arcole und dem Pont d’Arcole zu bringen, und so eine kohärente Nord-Süd-Achse zu bilden. Ein erstes Projekt eines gemauerten Bogens wurde 1877 von dem Chefingenieur des Ponts et Chaussées Bernard vorgeschlagen. Der  Conseil général des ponts et chaussées verlangte, dass ein neues Projekt mit einem Metallbogen eingereicht werden solle. Dieses wurde dann 1879 dem Stadtrat vorgestellt und genehmigt.

### Vierte Brücke

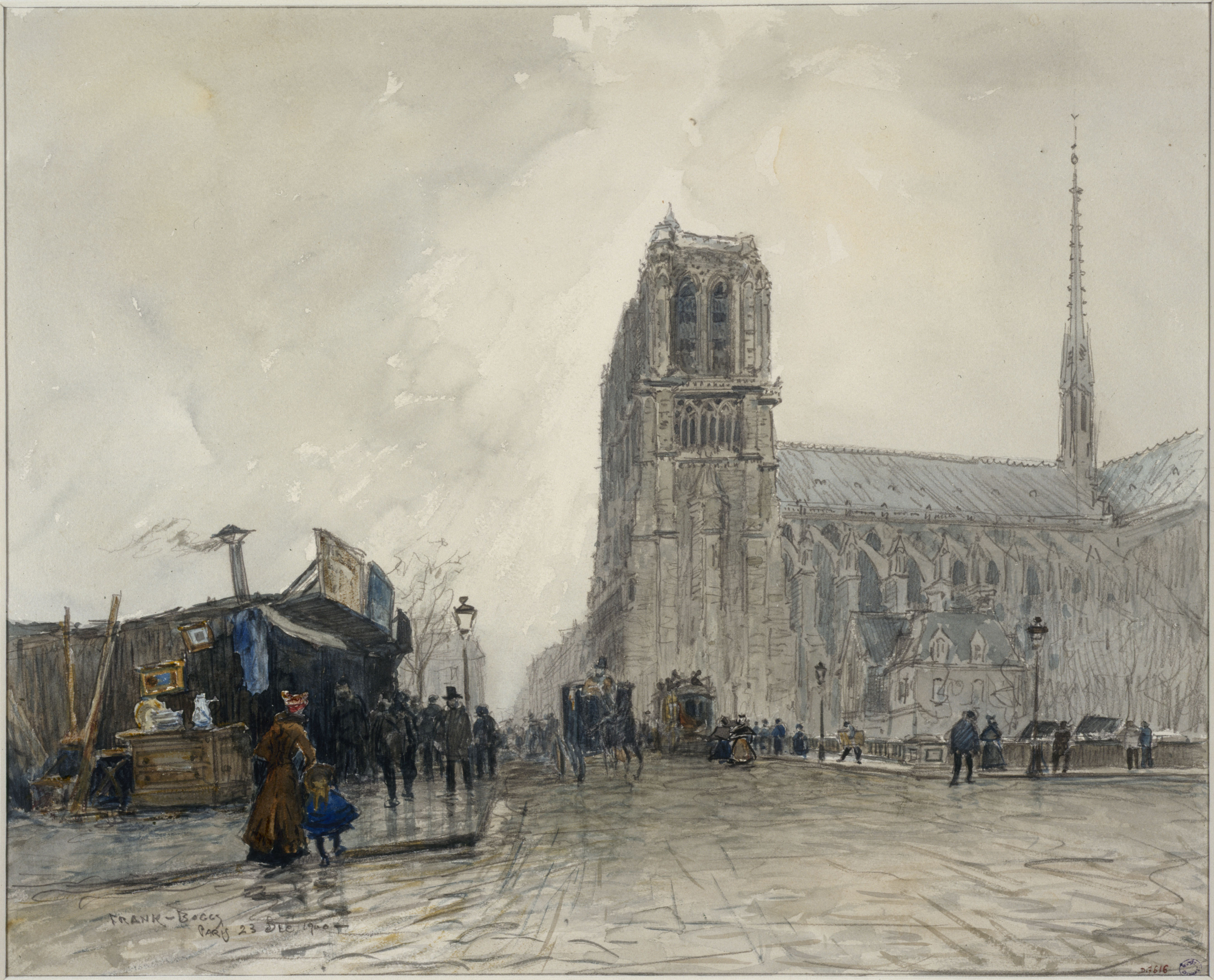
Pont au Double im Jahr 1900 (Frank Myers Boggs)
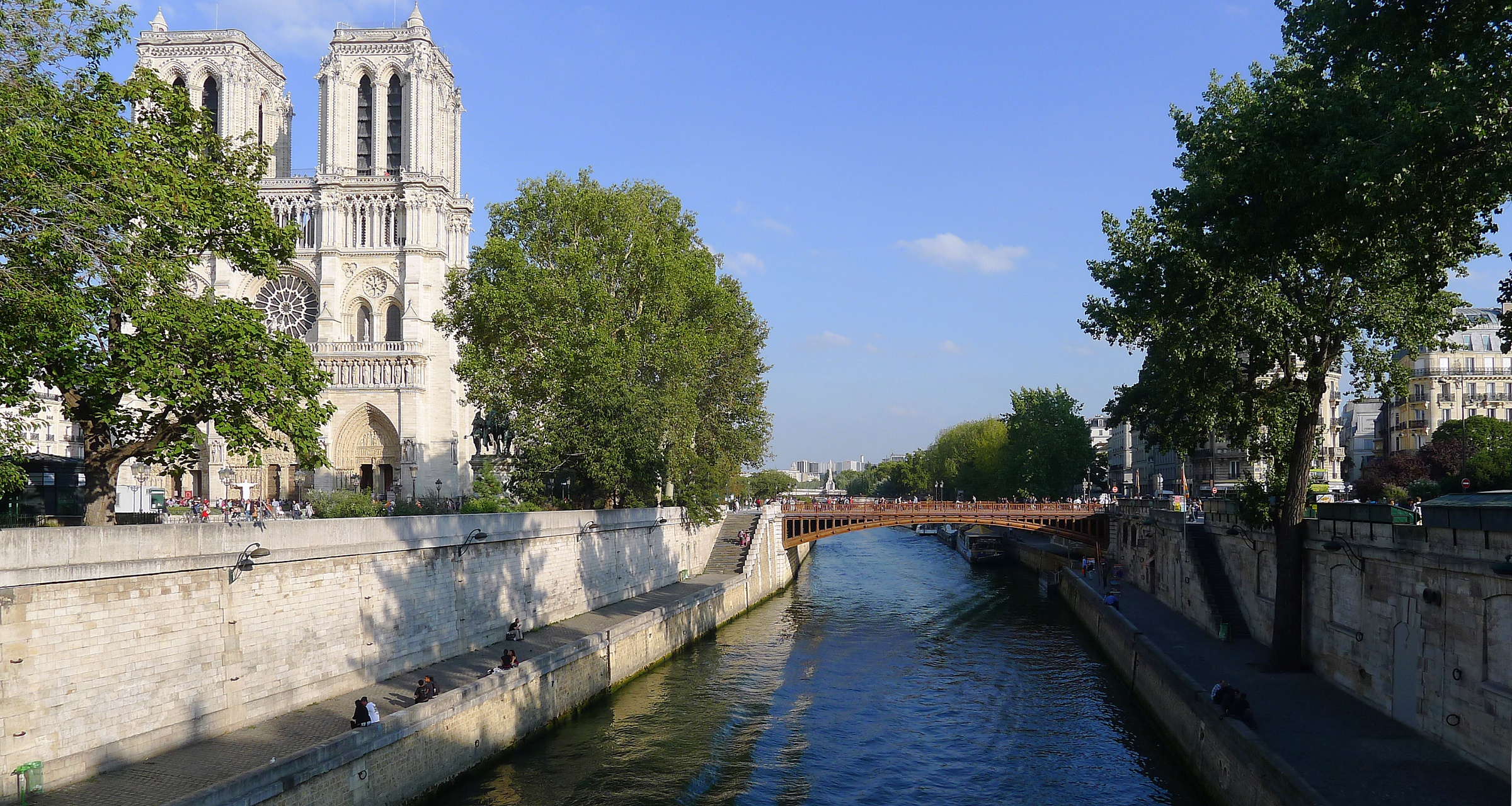
Pont au Double verbindet das 4. Arrondissement auf der Höhe des Vorplatzes der Kathedrale Notre-Dame de Paris im 5. Arrondissement (rechts).

Das Projekt für eine neue Brücke mit einem gusseisernen Bogen wurde von Ingenieur Jules Lax (Ingenieur des Ponts et Chaussées 1867) ausgearbeitet und am 29. Februar 1880 vorgelegt und am 23. März 1883 zum Bau genehmigt. Die Brücke wurde dann zusammen mit dem Quai gebaut.
Der Bogen besteht aus 11 gusseisernen Streben und bildet eine Öffnung von 31 m. Die Segmente bestehen aus Stahlabstandhaltern, die verschraubt sind. Die Bögen auf den Flussseiten sowie die Gesimse wurden mit Kupfer verkleidet. Das galvanische Verkupferungsverfahren des Geländers wurde von Herrn Oudry durchgeführt.
Nachdem Schäden an der Gusseisenkonstruktion und der Kupferummantelung festgestellt wurden, ist das Bauwerk 2002 restauriert worden.

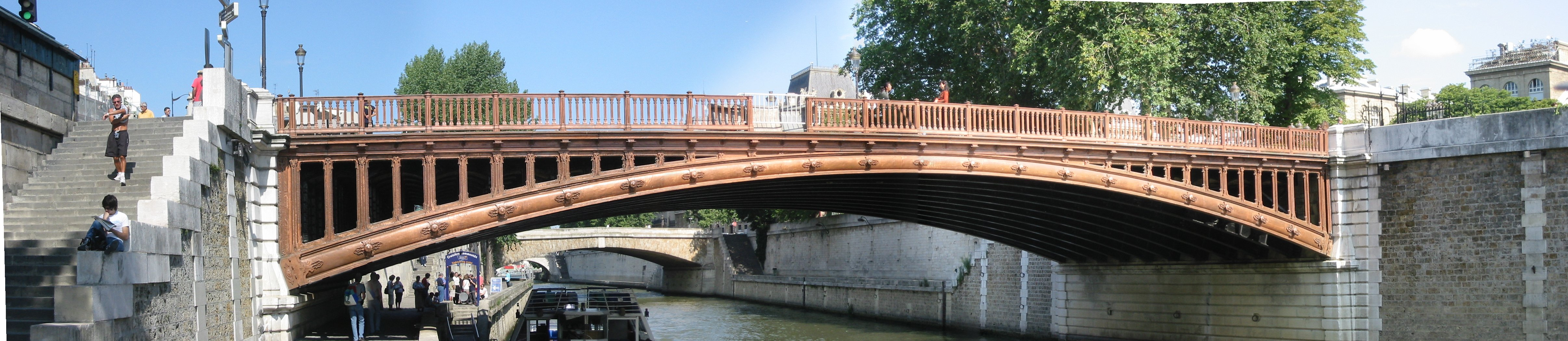

## Galerie

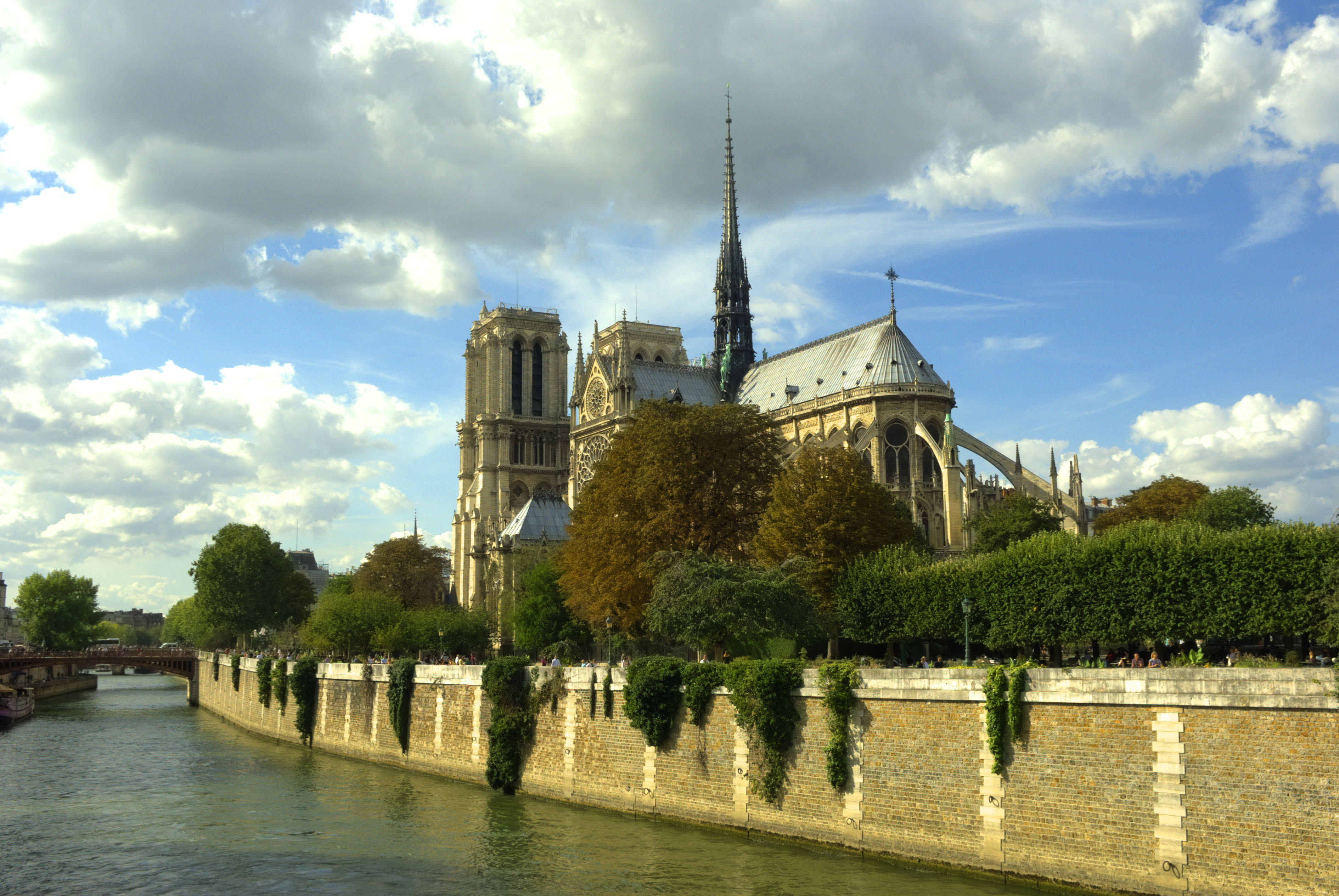
Ansicht mit der Kathedrale Notre-Dame de Paris
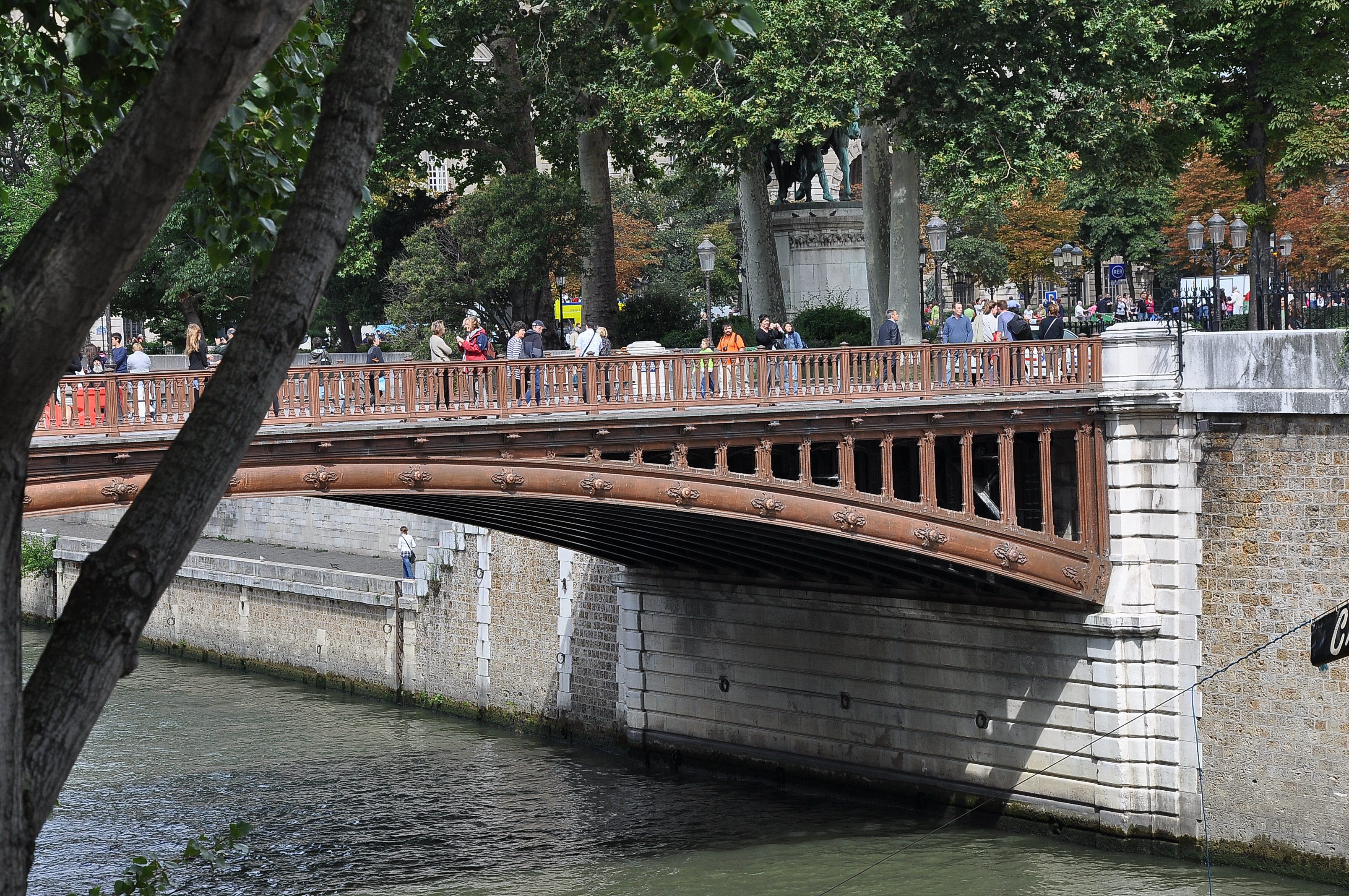
Der Pont au Double von Notre-Dame aus gesehen
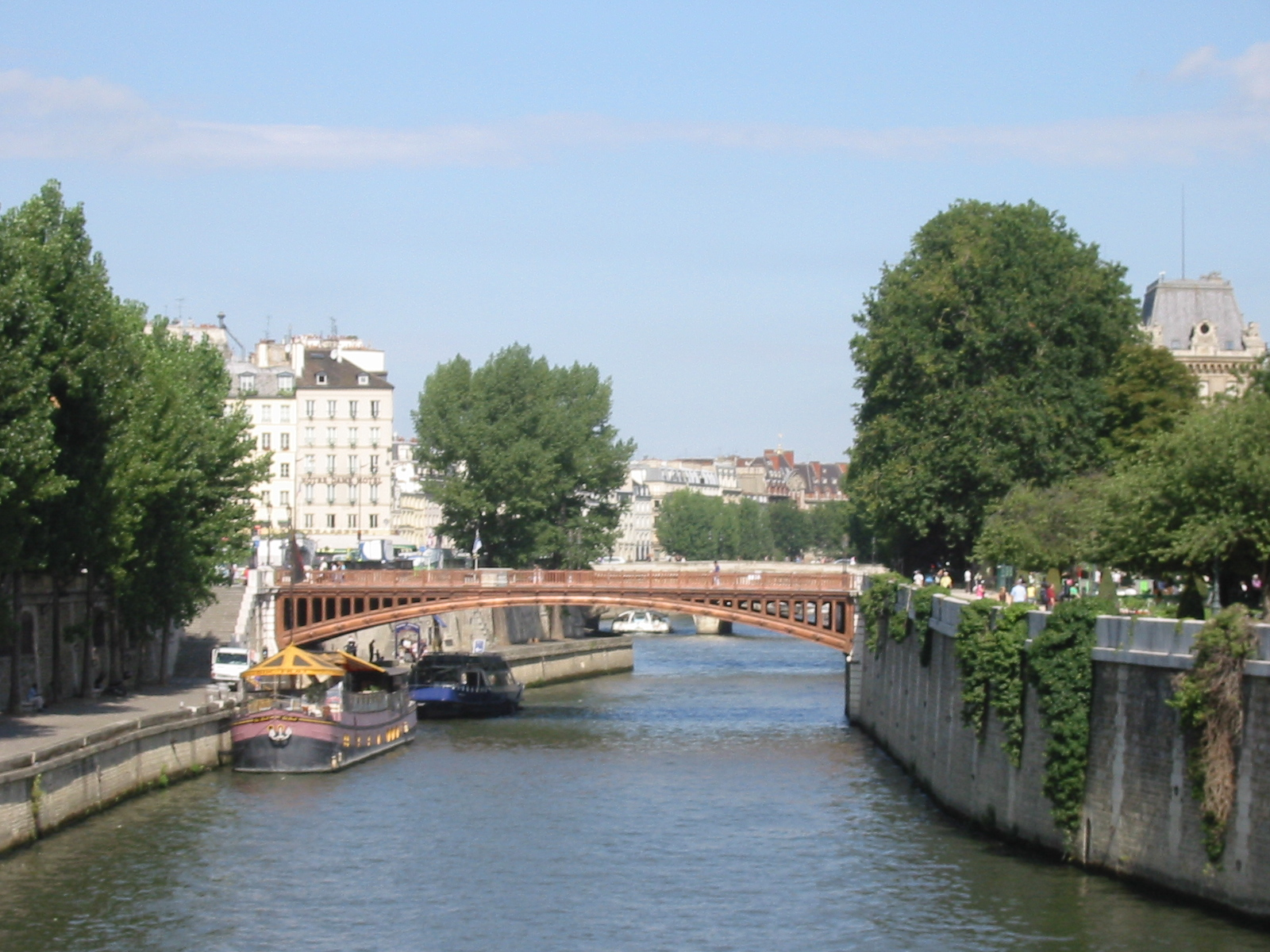
Sicht auf den Pont au Double vom Pont de l’Archevêché
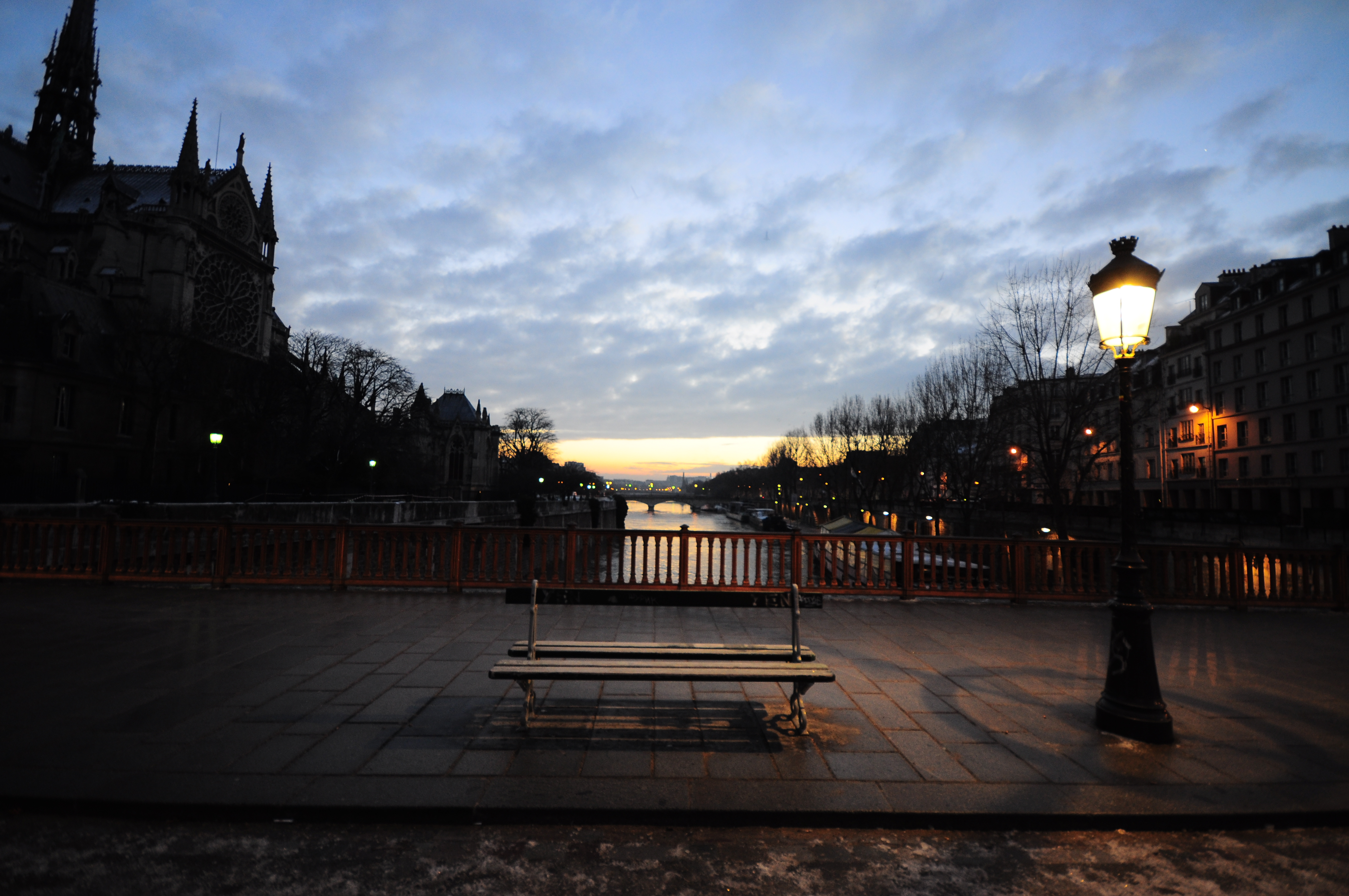
Blick bei Tagesanbruch von der Brücke auf die Seine
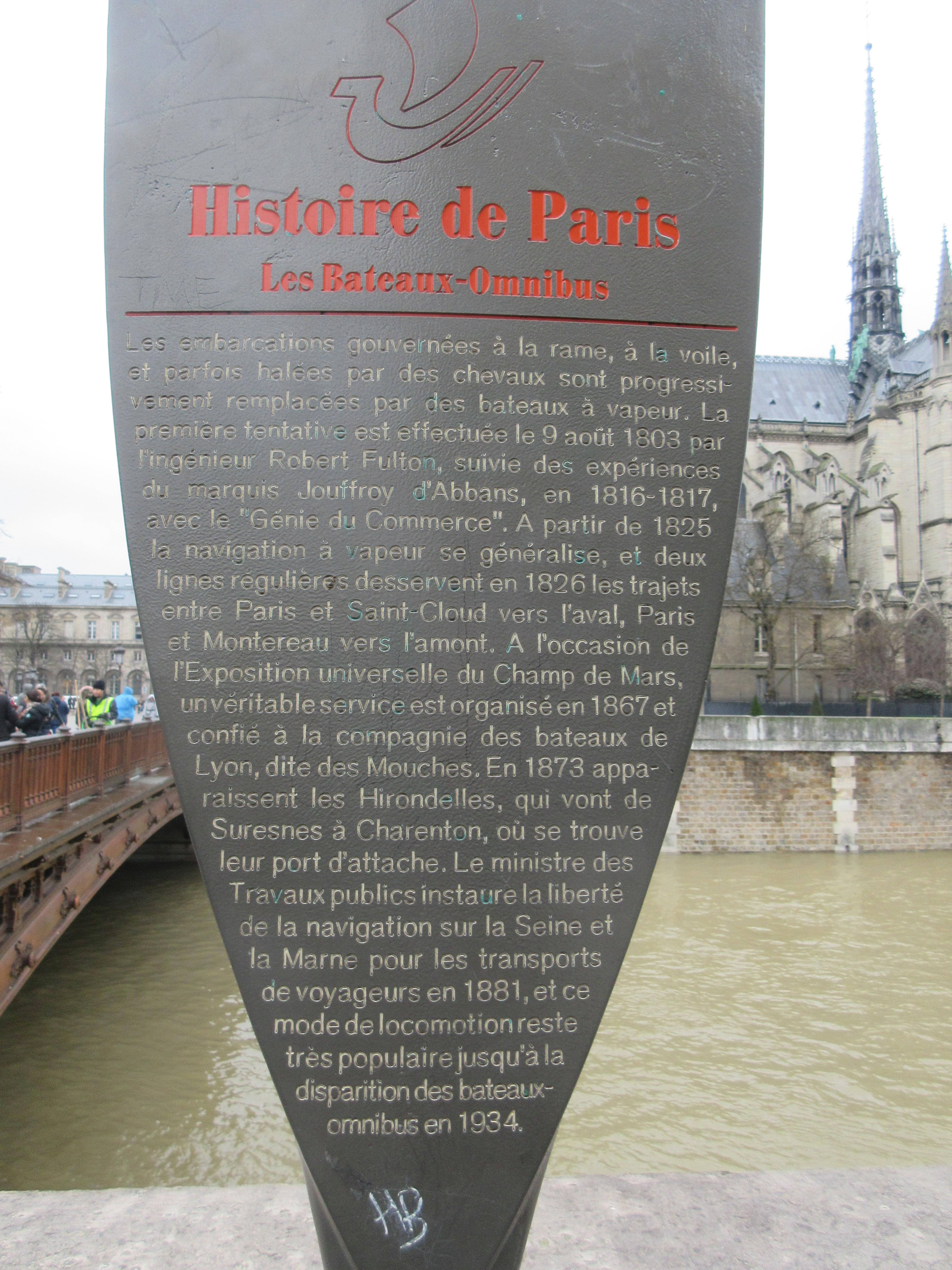
Infostele zur Seineschifffahrt nahe der Brücke